# Elena Makarova
Elena Alekseevna Makarova (in russo Елена Алексеевна Mакарова?; 1º febbraio 1973) è un'allenatrice di tennis ed ex tennista russa.

## Carriera
In carriera ha vinto un titolo di doppio, il Moscow Ladies Open nel 1994, in coppia con la connazionale Evgenija Manjukova. Nei tornei del Grande Slam ha ottenuto il suo miglior risultato raggiungendo i quarti di finale di doppio all'Open di Francia nel 1995 e agli Australian Open nel 1996.
In Fed Cup ha disputato un totale di 38 partite, ottenendo 26 vittorie e 12 sconfitte.
Dopo il ritiro è diventata allenatrice: attualmente segue la connazionale Margarita Gasparjan.

## Statistiche

### Singolare

#### Finali perse (2)
| Numero | Anno              | Torneo                                       | Superficie  | Avversaria in finale | Punteggio |
| 1.     | 23 settembre 1995 | Moscow Ladies Open, Mosca                    | Sintetico   | Magdalena Maleeva    | 4-6, 2-6  |
| 2.     | 20 luglio 1997    | Internazionali Femminili di Palermo, Palermo | Terra rossa | Sandrine Testud      | 5-7, 3-6  |

### Doppio

#### Vittorie (1)
| Numero | Anno              | Torneo                    | Superficie | Compagna           | Avversarie in finale       | Punteggio |
| 1.     | 24 settembre 1994 | Moscow Ladies Open, Mosca | Sintetico  | Evgenija Manjukova | Laura Golarsa Caroline Vis | 7-6, 6-4  |